# Baldassare Maggi
Baldassare Maggi (počeštěně také Baltazar Maggi, někdy uváděný s přídomkem z Arogna) (kolem roku 1550? Arogno, nyní kanton Ticino, Švýcarsko – asi 1619 nebo 1629?) byl italský architekt a stavitel, významný představitel manýrismu.
Narodil se jako syn Stefana Maggiho. První písemná zmínka o jeho pobytu v Čechách pochází z roku 1575, kdy je uveden v Českém Krumlově, kde pracoval na hradě Viléma z Rožmberka. Podle kontextu se předpokládá, že tam ve službách Rožmberků a pánú z Hradce pracoval od roku 1570 . Do konce osmdesátých let pak pracoval na mnoha stavbách patřících Rožmberkům a pánům z Hradce. Mezi jeho díla patří zejména přestavby hradů na zámky, např. Český Krumlov, Bechyně, Jindřichův Hradec, Hluboká, Brtnice či Pivovar Třeboň.
Má se za to, že na panství Vokovy manželky, Kateřiny z Ludanic v Lipníku nad Bečvou se mezi lety 1590–1593 podílel na stavbě bratrského sboru (dnešního kostela sv. Františka Serafinského), byť bez dostatečných dokladů. Tyto domněnky se zakládají na rodinných vazbách objednavatelů i na technologické a vnější podobnosti staveb - zakládání objektu na pilotech (podobně jako na zámku Kratochvíle) nebo členěním fasády lizénovými rámci (viz Rondel v Jindřichově Hradci).
Od roku 1591 je doložen opět ve svém rodném Arognu, kde pak také nejspíše roku 1619 zemřel.

## Dílo
- Zámek Krumlov: přestavba zámku na reprezentativní renesanční rezidenci pro nejvyššího purkrabího Viléma z Rožmberka (1535–1592).
- Zámek Kratochvíle: zbudován rovněž pro Viléma z Rožmberka v letech 1583–1589.
- Jezuitská kolej v Českém Krumlově: novostavba z let 1586–1588.
- Zámek Bechyně: přestavba původně gotického hradu na renesanční rezidenci pro Petra Voka z Rožmberka (1539–1611), který zde do roku 1592 sídlil.
- Hrad Rožmberk: přestavba Dolního hradu v letech 1600–1612 pro Jana Zrinského ze Serynu (1565/1566–1612).
- Zámek Jindřichův Hradec: přestavba původně gotického hradu na reprezentativní renesanční zámek pro Jáchyma (1526–1565) a Adama II. z Hradce (1549–1596). tehdy vzniklo Nové stavení a Španělské křídlo, Velké a Malé arkády. V letech 1591–1596 vytvořil Rondel.
- Zámek Telč: přestavba původního hradu pro moravského zemského hejtmana Zachariáše z Hradce (1526/1527–1589).
- Zámek Hluboká: přestavba hradu na renesanční zámek.
- Helfštýn: renesanční palác v hradním jádře.[5]